# لويس يلاند أندروز

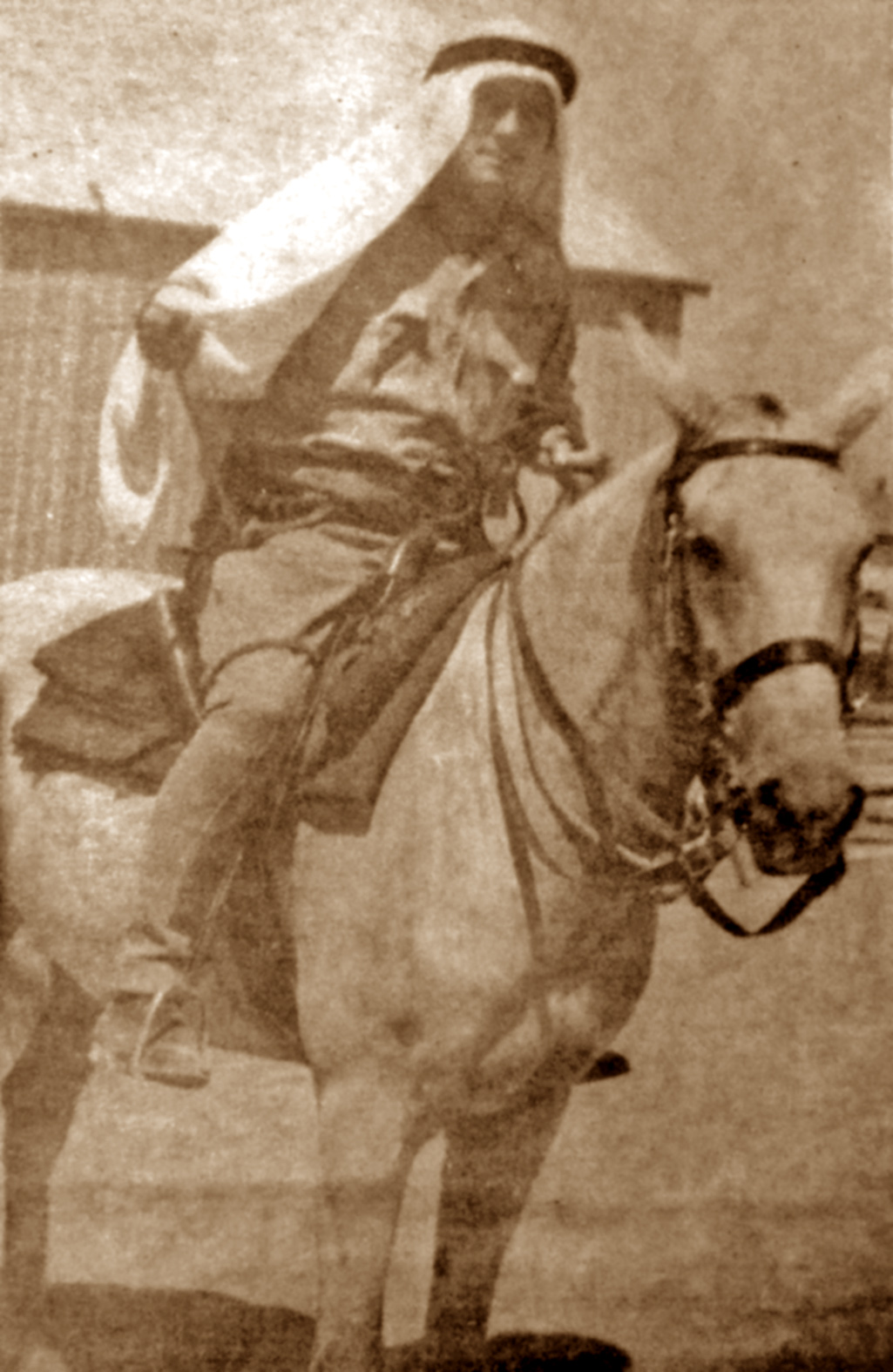
لويس يلاند أندروز في الثلاثينات

لويس يلاند أندروز (بالإنجليزية: Lewis Yelland Andrews) (1896–1937) كان جندياً أسترالياً ومسؤولاً مستعمراً خدم كمفوض لمنطقة الجليل خلال الانتداب البريطاني على فلسطين. تم اغتياله من قبل مناضلين عربيين في طريقه إلى الصلاة في الكنيسة الأنجليكانية المسيحية في الناصرة في 26 سبتمبر 1937.

## سيرة
كان لويس ليند آندروز ابن إيه إي. أندروز من سيدني بأستراليا. قاتل أندروز في الحرب العالمية الأولى لصالح القوات الإمبراطورية الأسترالية. وخدم لاحقاً كمفوض لمنطقة الجليل. اغتياله في 26 سبتمبر 1937 دفع الحكومة البريطانية إلى الردّ من خلال حظر اللجنة العربية العليا والأمر باعتقال أعضائها. اعتُبر اغتياله ذروة ثورة فلسطين الكبرى.
قبل قتله، كان أحد آخر مهمات أندروز هو تنظيم برنامج للجنة الملكية. ويُزعم أنّه استغلّ نفوذه لصالح تقسيم الانتداب الفلسطيني. كان أندروز
محط كراهية خاصة بين الفلسطينيين في منطقة الجليل لأسلوبه القمعي الذي نفّذ به التدابير الحكومية بعد انطلاق الإضراب العام 1936.

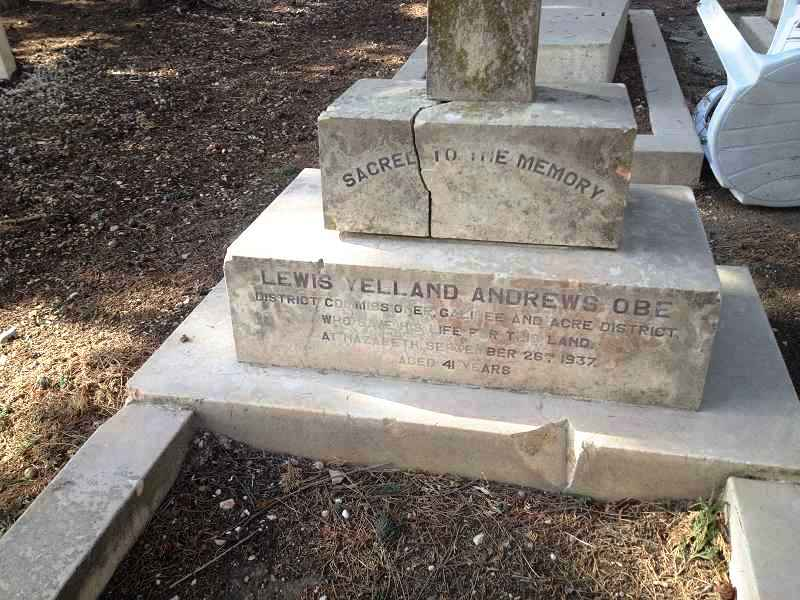
قبر لويس يلاند آندروز في مقبرة جبل صهيون في القدس

في 26 سبتمبر 1937، كان أندروز وبيري غوردون (مساعد مفوض المنطقة) وحارس أندروز الشخصي في طريقهما من حضور القداس في كنيسة المسيح الأنجليكانية عندما أُطلق عليهما النار من قبل 4 من أتباع عز الدين القسام المُقنّعين. مات آندروز في نفس اللحظة، ومات حارسه الشخصي في المشفى لاحقاً.
بعد جريمة القتل بفترة قصيرة، أُعلنت اللجنة العربية العليا غير قانونية وأُصدرت مذكرة لاعتقال رئيسها أمين الحسيني. تحصّن الحسني في الحرم الشريف لبعض الوقت، وهرب تحت جنح الظلام، وشقّ طريقه في النهاية إلى سوريا التي أصبحت قاعدة عمليات اللجنة الجديدة. في غياب القيادة الراسخة، تولى سياسيون أكثر تشدداً زمام الأمور في حركة المقاومة داخل فلسطين ذاتها.
دُفن أندروز في القدس وحُفظ قبره في مقبرة جبل صهيون البروتستانتية هناك. ترك أرملة و3 أطفال.

## قراءات أخرى
- Sylva M. Gelber, "No Balm in Gilead: A Personal Retrospective of Mandate Days in Palestine," Carleton University Press (June 1989), pp. 100–101. (ردمك 978-0-88629-104-4)
- Martin Sicker, "Pangs of the Messiah: The Troubled Birth of the Jewish State" Praeger Publishers (30 January 2000), p. 134. (ردمك 978-0-275-96638-6)